# Giancarlo Martini (pilota automobilistico)
Giancarlo Martini (Lavezzola, 16 agosto 1947 – Forlì, 25 marzo 2013) è stato un pilota automobilistico italiano, che ha partecipato anche a due Gran Premi di Formula 1, non validi però per il campionato mondiale.
Era zio del pilota di Formula 1 Pierluigi Martini.

## La carriera

### Gli esordi
Martini vinse nel 1973 la F. Italia, passando nella stagione seguente alla Formula 2 con la Trivellato Corse a bordo di una March-BMW, ottenendo un quinto posto al Mugello, poi con la Scuderia del Passatore di Gian Carlo Minardi.
In Formula 2 rimase alla Scuderia del Passatore, ove iniziò a ottenere i primi risultati significativi: fu quarto nel Gran Premio di Estoril e terzo nel B.A.R.C. "200", corso sul Circuito di Thruxton. In stagione chiuse a punti in altre due occasioni, cogliendo otto punti in totale e il quindicesimo posto in campionato. Nel 1976 rimase alla scuderia, ora denominata Everest, conquistando 12 punti, e il settimo posto della classifica totale, cogliendo come miglior risultato il terzo posto nel Gran Premio di Rouen. In quell'anno vinse anche il titolo italiano di categoria. Nel 1977 non andò mai a punti, mentre nelle due successive stagioni il suo impegno nella categoria fu sporadico e senza l'ottenimento di risultati notevoli.

### La Formula 1
Nella stagione 1976 venne iscritto, sempre dalla Scuderia Everest (che disponeva di una Ferrari 312 T), a due gare di Formula 1, non valide per il campionato mondiale di quell'anno, la Race of Champions, disputata a Brands Hatch, e il BRDC International Trophy, corso sul Circuito di Silverstone. Divenne così il primo pilota italiano a guidare una Ferrari di F1, anche se non in prove iridate, dai tempi dell'impiego di Arturo Merzario, nel Gran Premio degli Stati Uniti 1973.
Nella prima occasione non prese parte alla gara, dopo essersi qualificato al quindicesimo posto, per un incidente nel giro di formazione, mentre nella seconda occasione Martini partì e chiuse al decimo posto. Questa fu l'ultima apparizione in una gara di F1, anche se non valida per il campionato mondiale, di una vettura Ferrari gestita da un team privato.

### La Formula Shellsport
Nel 1978 partecipò a due prove del Campionato britannico di Formula 1; qui conquistò la vittoria nel Donington Formula 1 Trophy, al volante di una Ensign. Chiuse con 32 punti e l'undicesimo posto della graduatoria.

## Risultati completi

### Formula 2
| Anno | Scuderia                | Telaio         | Motore  | 1       | 2       | 3       | 4       | 5       | 6       | 7       | 8     | 9       | 10      | 11      | 12     | 13      | 14    | Class. | Punti |
| ---- | ----------------------- | -------------- | ------- | ------- | ------- | ------- | ------- | ------- | ------- | ------- | ----- | ------- | ------- | ------- | ------ | ------- | ----- | ------ | ----- |
| 1974 | Trivellato Racing       | March 742      | BMW     | BAR 7   | HOC     | PAU 9   | SAL     | HOC Rit | MUG 5   | KAR     | PER   |         |         |         |        |         |       | 16º    | 2     |
| 1974 | Scuderia Everest        | March 742      | BMW     |         |         |         |         |         |         |         |       | HOC 16  | VAL Rit |         |        |         |       | 16º    | 2     |
| 1975 | Scuderia Everest        | March 752      | BMW     | EST 6   | THR 3   | HOC 14  | NÜR 9   | PAU NQ  | HOC 10  | SAL 16  | ROU   | MUG Rit | PER 7   | SIL 6   | ZOL    | NOG 13  | VAL 5 | 15º    | 8     |
| 1976 | Scuderia Everest        | March 762      | BMW     | HOC     | THR 19  | VAL 15  | SAL Rit | PAU 5   | HOC 6   | ROU 3   | MUG 5 | PER Rit | EST     | NOG Rit | HOC 9  |         |       | 7º     | 12    |
| 1977 | Scuderia Everest        | Martini Mk. 22 | Renault | SIL Rit | THR Rit | HOC Rit | NÜR 12  | VAL Rit | PAU Rit | MUG Rit | ROU   | NOG 8   | PER Rit | MIS Rit | EST 12 | DON Rit |       | —      | 0     |
| 1978 | Scuderia Everest        | Chevron B40    | BMW     | THR     | HOC     | NÜR 19  | PAU     | MUG     |         |         |       |         |         |         |        |         |       | —      | 0     |
| 1978 | ICI Chevron Cars        | Chevron B42    | Hart    |         |         |         |         |         | VAL NQ  | ROU     | DON   | NOG     | PER     | MIS     | HOC    |         |       | —      | 0     |
| 1979 | Polifac BMW Junior Team | March 792      | BMW     | SIL     | HOC     | THR     | NÜR     | VAL     | MUG 14  | PAU     | HOC   | ZAN     | PER     | MIS     | DON    |         |       | —      | 0     |